# Saint-Fargeau
Saint-Fargeau är en kommun i departementet Yonne i regionen Bourgogne-Franche-Comté i norra Frankrike. Kommunen ligger i kantonen Saint-Fargeau som tillhör arrondissementet Auxerre. År 2022 hade Saint-Fargeau 1 466 invånare.

## Befolkningsutveckling
Antalet invånare i kommunen Saint-Fargeau
| Referens: INSEE |